# Šahovski klub Dubrovnik
Šahovski klub Dubrovnik osnovan je 20. listopada 1933. godine. Natječe se u prvoj B hrvatskoj šahovskoj ligi od 2007. godine. Godine 2018. prva ekipa šahovskog kluba "Dubrovnik" bila je i u najvećem hrvatskom ekipnom šahovskom razredu I.A. hrvatska šahovska liga. Prostorije kluba danas se nalaze u Dvorani za borilačke sportove u Gospinom polju u Dubrovniku. Godine 2022. klub je imao 70 članova, a predsjednik kluba bio je Bajro Sarić.

## Povijest
Klub je osnovao dr. Filip Smolčić. Nakon zamiranja klub je obnovljen 1950. da bi kontinuirano djelovao samo do 1954. jer je šahovska aktivnost uvijek ovisila o malom broju entuzijasta. Šahovska sekcija ŠD GOŠK utemeljena je 1958. godine. Organizirala je prvi Kup maršala Tita u šahu. Teškoće s prostorijama smanjili su djelotvornost sekcije, ali je otvoren put profesionalnijem tretmanu šaha, kategorizaciji igrača i redovitijem nastupu u momčadskim nadmetanjima. Izvjestan vakuum zbog nedostatka prostorija donekle je otklonjen osnivanjem Šahovkog kluba "Plamen" u Gružu, u okviru tadašnjeg Saveza omladine. Od 1968. do 1971. to je jedini registrirani klub u Dubrovniku, iako mu nisu pristupili svi bolji dubrovački šahisti, kojima tada kao da i nije stalo do vezivanja za bilo kakve klubove. "Plamen" se ipak isticao svojom masovnošću i organiziranošću, a praktično se ugasio 1972. kada su u požaru izgorjele prostorije. Nova faza u povijesti dubrovačkog šaha počinje 1971., ponovnim "uskrsnućem" Šahovskog kluba GOŠK koji je svoje prostorije napokon dobio pet godina kasnije. Momčad ŠK GOŠK 1972. godine bila je pobjednik Hrvatske šahovske lige - južna skupina, a 1971. i 1973. godine osvojila je i Kup maršala Tita za Dalmaciju. Miho Karač je 1970. godine osvojio titulu majstorskog kandidata i tako postao prvi, doista teoretski potkovani dubrovački šahist. Godine 1976. osnovana je i Šahovska sekcija "Srđ", a već iduće godine bila je pobjednik momčadskog prvenstva Dalmacije. "Srđ" je 1979. osvajanjem trećeg mjesta u južnoj skupini hrvatske lige postigao najveći uspjeh. Šahovska sekcija "Srđ" je krajem 1979. djelovala kao šahovski klub "Dubrovkinja", da bi se 1980. godine udružila s GOŠK-om u Šahovsko društvo "Dubrovnik".U cjelini uzevši, snažniji zamah i suvremeni organizirani šah počinje utemeljenjem Šahovskog društva "Dubrovnik" 1980. To društvo postiglo je niz uspjeha u pojedinačnim i skupnim natjecanjima, s nekoliko drugih mjesta u južnoj skupini hrvatske lige, osvajanjem Kupa Maršala Tita za Dalmaciju 1983., te brojnim pobjedama u prijateljskim dvobojima i turnirima. Značajan događaj u dubrovačkom šahovskom životu svakako je otvoreni međunarodni šahovski turnir Atlas Open Dubrovnik '90 koji je odigran od 20. do 28. listopada 1990., a u povodu 50. obljetnice Šahovske olimpijade u Dubrovniku, a na kojem je nastupilo 126 igrača od kojih sedam velemajstora, osamnaest međunarodnih majstora i petnaest majstora FIDE. Pobijedio je hrvatski velemajstor Ognjen Cvitan. U Domovinskom ratu većina dubrovačkih šahista pridružila se obrani Hrvatske i značajni turniri organizirani su pod opsadom. Poslije Šahovske olimpijade 1950. za šahovski Dubrovnik nesumnjivo je najznačajniji događaj simultanka tadašnjeg svjetskog šahovskog prvaka Garija Kasparova, koja je održana u prekrasnom ozračju oko Orlandovog stupa 23. listopada 1994. Vrijedan brzopotezni turnir održan je dana 20. kolovoza 2000. u Gradskoj kavani, kojim je s terminom igranja i simbolički obilježena 50. obljetnica Šahovske olimpijade u Dubrovniku. Pri ovome treba istaknuti organizaciju I. otvorenog međunarodnog prvenstva Hrvatske u ubrzanom šahu koje je održano u povodu 50. obljetnice Šahovske olimpijade u Dubrovniku dana 1. studenoga 2000. u hotelu "Neptun" i na kojemu su nastupila 44 šahista iz šest zemalja, između ostalog trinaest velemajstora, četiri međunarodna majstora i šest FIDE majstora. U jubilarnoj, 2008.,  organiziran je s uspjehom 1. međunarodni otvoreni šahovski turnir "Dubrovnik Open 2008.", a u povodu 75. obljetnice kluba. Turnir je odigran u kongresnoj dvorani hotela "Petka" u Gružu od 24. do 27. travnja. Nastupila su 54 šahista iz sedam zemalja, od čega 7 velemajstora, 10 međunarodnih majstora, 7 FIDE majstora i jedan ženski međunarodni majstor. Pobijedio je hrvatski velemajstor Mladen Palac. Poslije toga ovaj međunarodni turnir postao je tradicionalan i igra se u okviru Feste svetog Vlaha, dubrovačkog parca, pod pokroviteljstvom Grada Dubrovnika, početkom veljače. Dosad je, po podacima od 24.11.2020., odigrano ukupno 12 turnira (s izuzetkom 2015. i 2017.   
Prvaci grada Dubrovnika u šahu
- 1934. – Prosper Matijević
- 1935. – Prosper Matijević
- 1936. – Prosper Matijević
- 1938. – Prosper Matijević
- 1951. – Zlatimir Posedel
- 1952. – Zlatimir Posedel
- 1953. – Domagoj Galinović
- 1954. – Milan Novak
- 1959. – Milan Novak
- 1960. – Jovan Mitić
- 1961. – Milan Novak
- 1962. – Lazar Rokvić
- 1963. – Branko Bulajić
- 1966. – Lazar Rokvić
- 1967. – Radoslav Ćosić
- 1968. – Miho Karač i Mate Lukšić
- 1970. – Miho Karač
- 1971. – Miho Karač i Radoslav Ćosić
- 1973. – Lazar Rokvić
- 1976. – Slavko Parežanin
- 1979. – Jovan Pejović
- 1980. – Ratimir Portada
- 1981. – Dubravko Zlošilo
- 1982. – Jovan Pejović
- 1983. – Jovan Pejović
- 1984. – Miho Karač
- 1985. – Nikola Bubica
- 1986. – Nikola Bubica
- 1987. – Nikola Bubica
- 1988. – Nikola Bubica
- 1989. – Vicko Marunčić
- 1990. – Jovan Pejović
- 1991. – Miho Karač
- 1993. – Vicko Marunčić
- 1994. – Vicko Marunčić
- 1995. – Ivan Bender
- 1996. – Ivan Bender
- 1997. – Ivan Bender
- 1998. – Ivan Bender
- 1999. – Nikola Bubica
- 2002. – Paviša Viskić
- 2003. – Željko Bogut
- 2004. – Tomislav Musić
- 2005. – Tomislav Musić
- 2006. – Relja Seferović
- 2007. – Relja Seferović
- 2008. – Relja Seferović
- 2009. – Tomislav Musić
- 2010. – Tomislav Musić
- 2011. – Faruk Lošić
- 2012. – Tomislav Musić
- 2013. – Vlaho Marunčić
- 2014. - Tonko Marunčić
- 2015. - Gordan Markotić
- 2016. - Gordan Markotić
- 2017. - Gordan Markotić
- 2018. - Tomislav Musić
- 2019. - Anvar Turdyev

## Vanjske poveznice
- Službena stranica